# CV Shapecraft
CV Shapecraft war ein britischer Hersteller von Automobilen.

## Unternehmensgeschichte
Clive Smart, der zuvor für Panther Westwinds tätig war, gründete 1983 das Unternehmen in Leatherhead in der Grafschaft Surrey. Er begann mit der Produktion von Automobilen und Kits. Die Markennamen lauteten Shapecraft und Birchfield. Später erfolgte der Umzug nach Northampton in Northamptonshire. 1991 endete die Produktion. Insgesamt entstanden etwa 50 Exemplare.
Car Craft Clinic aus St Austell in Cornwall setzte die Produktion des Birchfield unter Beibehaltung des Markennamens von 1991 bis 1995 fort.

## Fahrzeuge

### Markenname Shapecraft
Das erste Modell war der Elan. Das Fahrzeug ähnelte dem Lotus Elan. Das Heck des Coupés war anders geformt und bestand aus Aluminium. Zwischen 1983 und 1985 entstanden etwa 20 Exemplare.
Ab 1984 stand zusätzlich der SR im Sortiment. Es war ein offener Rennsportwagen. Eine Quelle sieht eine Ähnlichkeit zum Lotus 15, eine andere zum Lotus 23. Ein Spaceframe-Fahrgestell bildete die Basis. Die speziell konstruierten Radaufhängungen hatten einige Teile von Ford. Die Karosserie bestand aus Fiberglas. Bis 1988 entstanden etwa elf Exemplare. Noble Automotive übernahm das Projekt.

### Markenname Birchfield
Das einzige Modell war der Sports. Dies war ein Roadster im Stile der 1930er Jahre, optisch eigenständig, mit einer gewissen Ähnlichkeit zum S.S. 100 bzw. zum Panther J 72. Designer war Nick Topping. Die Basis bildete ein Spaceframe-Fahrgestell. Darauf wurde eine per Hand geformte Karosserie aus Aluminium montiert. Ein Sechszylindermotor vom Jaguar XJ 6 trieb das Fahrzeug an. Es war das teuerste Kit Car auf dem britischen Markt. Insgesamt entstanden etwa 22 Exemplare.